# 10961 Buysballot
A 10961 Buysballot (ideiglenes jelöléssel 6809 P-L) a Naprendszer kisbolygóövében található aszteroida. Cornelis Johannes van Houten,  Ingrid van Houten-Groeneveld és Tom Gehrels fedezte fel 1960. szeptember 24-én.